# Crimpado (engaño)
Shanghaiing o crimpado fue la práctica de secuestrar hombres en las zonas portuarias para servir como marineros mediante técnicas coercitivas como el engaño, la intimidación o la violencia. A los que se dedicaban a esta forma de secuestro se les conocía como crimpadores. El término relacionado pandilla de leva se refiere específicamente a las prácticas similares de reclutamiento forzoso para barcos de guerra en la Royal Navy británica. 

## Etimología
El verbo "shanghaizar" se añadió al léxico anglosajón junto con "crimpado" y "marineros ladrones" en la década de 1850, posiblemente porque Shanghái, el puerto más importante de Extremo Oriente desde 1840, era un destino común de los barcos con tripulaciones secuestradas. Desde entonces, el término se ha ampliado para significar "secuestrado" o "inducido a hacer algo por medio de fraude o coerción".

## Fondo

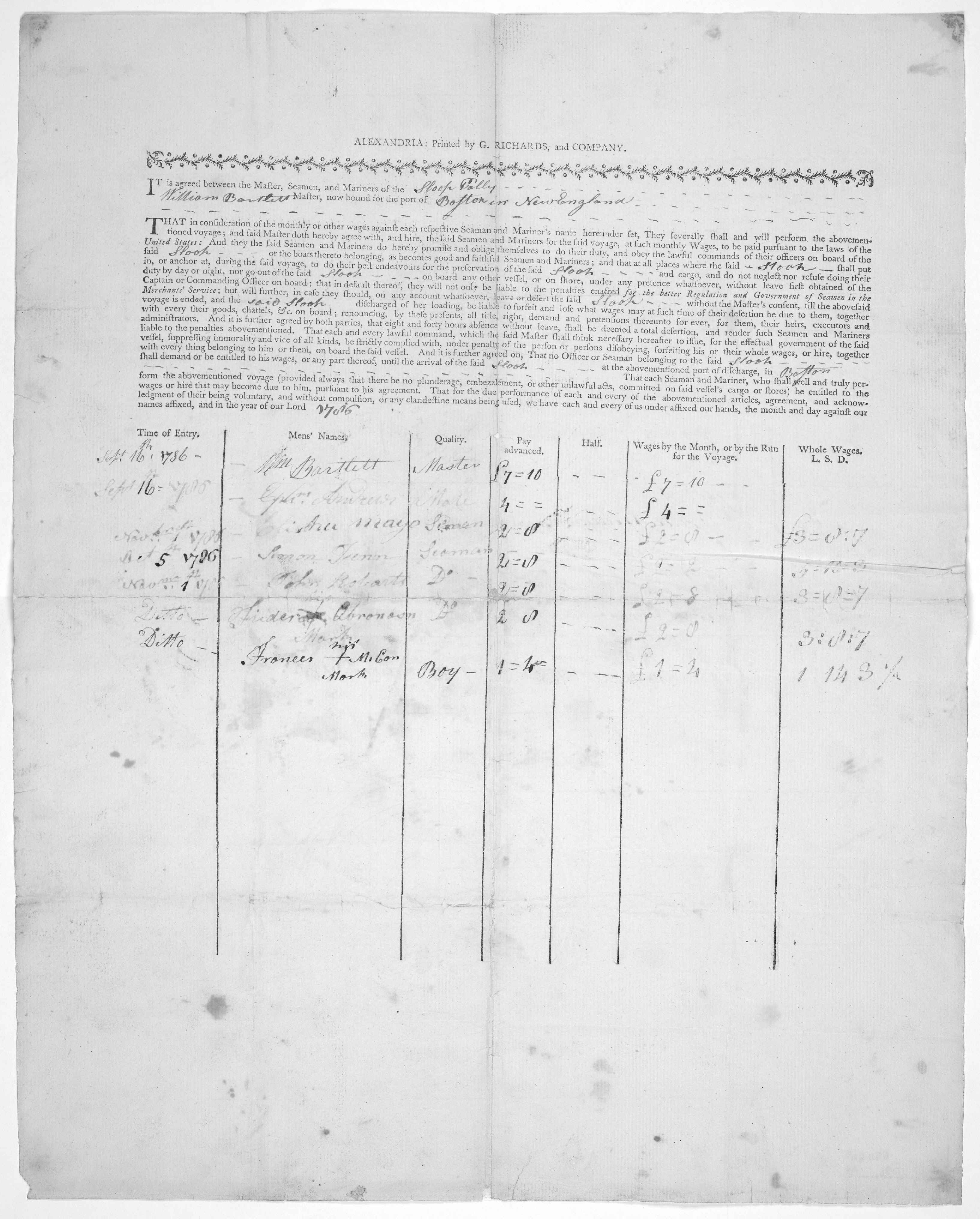
Los artículos de envío, o contrato entre la tripulación y el barco, de un viaje de 1786 a Boston.

Desde el siglo XVIII, la generalización de la navegación a vela a larga distancia provocó una mayor calificación para el oficio. Su dureza y duración de los viajes, unida a una paga insuficiente, dificultaban a los capitanes el reunir una tripulación completa. Algunos poco escrupulosos, optaban por emborrachar marineros en las tabernas y burdeles de los muelles o sobornar a algún policía para secuestrar a algún detenido del calabozo local. Fueron numerosos los casos en que marineros recién llegados de una larga travesía, tras realizar fuertes "libaciones" para celebrarlo, se despertaban a la mañana siguiente de nuevo en alta mar, en un barco que había partido para un viaje de meses o una campaña de pesca de bacalao o ballena.
Los crimpadores florecieron a lo largo del siglo XIX en ciudades portuarias como Londres y Liverpool en Inglaterra y en San Francisco, Portland, Astoria, Seattle, Savannah y Port Townsend en los Estados Unidos. También hubo casos en Hamburgo según Adoph Knigge (1752-1796). En la costa oeste de los Estados Unidos, Portland finalmente superó a San Francisco en shanghaiing. En la costa este de los Estados Unidos, Nueva York abrió el camino, seguida de Boston, Filadelfia y Baltimore.
El papel de los crimpadores y la difusión de la práctica del shanghaiing fue el resultado de una combinación de leyes, condiciones económicas y la escasez de marineros experimentados en Inglaterra y en la costa oeste de Estados Unidos a mediados del siglo XIX.
Primero, una vez que un marinero estadounidense se registraba a bordo de un barco para un viaje, era ilegal que abandonara el navío antes de que terminara el viaje. La pena era prisión, resultado de una legislación federal promulgada en 1790. (Este factor fue mitigado por la Ley Maguire de 1895 y la Ley White de 1898, y finalmente abolido por la Ley de marineros de 1915).
En segundo lugar, la práctica fue impulsada por la escasez de mano de obra, particularmente de mano de obra calificada en los barcos de la costa oeste. Con las tripulaciones abandonando los barcos en masa debido a la Fiebre del oro de California, un cuerpo sano a bordo del barco era una bendición.
En 1886, San Francisco superó a New Bedford, Massachusetts, como el principal puerto ballenero de los Estados Unidos.
Finalmente, el shanghaiing fue posible gracias a la existencia de capitanes de embarque, cuyo trabajo consistía en encontrar tripulaciones para los barcos. A los capitanes de embarque se les pagaba "por cuerpo" y, por lo tanto, tenían un fuerte incentivo para colocar tantos marineros en los barcos como fuera posible. Este pago se llamaba "dinero de sangre" y era solo una de las fuentes de ingresos disponibles. Estos factores preparan el escenario para el crimpador: un maestro de embarque que usa el engaño, la intimidación o la violencia para poner forzadamente a un marinero en un barco.
El método más sencillo para crimpar a un marinero era dejarlo inconsciente, emborrachándolo, narcotizándolo, o ambos, falsificar su firma en los artículos del barco y recoger el "dinero de sangre" por él. Este enfoque fue ampliamente utilizado, pero había métodos más rentables.
En algunas situaciones, el capitán de embarque podría recibir los primeros dos, tres o cuatro meses de salario del hombre que enviaba. Los marineros podían obtener un anticipo de su salario para un próximo viaje que les permitiera comprar ropa y equipo, pero el anticipo no se pagaba directamente al marinero porque simplemente podía fugarse con el dinero. En cambio, aquellos a quienes se les debía dinero podían reclamarlo directamente al capitán del barco. Un crimpador emprendedor podría complementar sus ingresos proporcionando bienes y servicios al marinero a un precio inflado y cobrando la deuda al capitán del marinero.
Algunos crimpadores ganaron hasta 9.500 dólares por año (290.000 dólares de 2021).
En la costa oeste los crimpadores estaban bien posicionados políticamente para proteger su lucrativo comercio; vinculados a los bajos fondos y, sobre todo, a la policía local (a menudo corrupta).
Algunos ejemplos incluyeron a Jim "Shanghai" Kelly y Johnny "Shanghai Chicken" Devine de San Francisco, y Joseph "Bunko" Kelly de Portland. Las historias de su crueldad son innumerables, y algunas se publicaron en la prensa sensacionalista y en dime novels.
Un ejemplo de esas historias romantizadas es la "fiesta de cumpleaños" que Shanghai Kelly organizó para sí mismo, con el fin de atraer suficientes víctimas para tripular un famoso velero llamado Reefer y otros dos barcos.

## Fin de la práctica

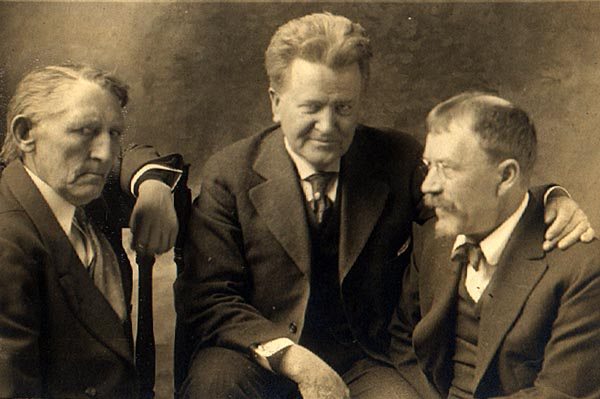
Andrew Furuseth (izquierda) y el senador La Follette (centro) fueron los artífices de la Ley de marineros de 1915. Con el muckraker Lincoln Steffens (derecha), alrededor de 1915.

La demanda de mano de obra para mantener los barcos navegando hacia Alaska y el Klondike siguió provocando un peligro real hasta los primeros años del siglo XX, pero la práctica finalmente terminó debido a una serie de reformas legislativas que abarcaron casi 50 años.
Antes de 1865, las leyes laborales marítimas imponían una disciplina muy estricta a bordo de los barcos. Sin embargo, después de 1865, esto comenzó a cambiar. En 1868, el estado de Nueva York comenzó a tomar medidas enérgicas contra las pensiones para marineros. Disminuyeron en número de 169 en 1863 a 90 en 1872. Luego, en 1871, el Congreso aprobó una legislación para revocar la licencia de los oficiales culpables de maltratar a los marineros.
En 1872, el Congreso aprobó la Ley de Comisionados de Transporte Marítimo de 1872 para combatir el crimpado. Según esta ley, un marinero tenía que embarcarse en un barco en presencia de un comisionado federal de navegación. La presencia de un comisionado tenía la intención de garantizar que el marinero no fuera obligado a "firmar por la fuerza o sin saberlo por un crimpador".
En 1884 entró en vigor la Ley Dingley. Esta ley prohibía la práctica de los marineros de tomar anticipos de salarios. También limitó la asignación de asignaciones de marineros solo a parientes cercanos. Sin embargo, los crimpadores se defendieron. En 1886, se creó una laguna en la Ley Dingley, que permitía a los encargados de las pensiones recibir las asignaciones de los marineros.
 
La adopción generalizada de embarcaciones a vapor en los servicios de la marina mercante mundial a fines del siglo XIX y principios del XX alteró radicalmente la economía de la navegación. Sin cientos de metros de lona para enrollar y desplegar, la demanda de mano de obra no calificada disminuyó considerablemente (y, por extensión, el crimpado). El hundimiento del RMS Titanic, seguido por el inicio de la Primera Guerra Mundial (que hizo de la alta mar un lugar mucho más peligroso debido a la amenaza de un ataque submarino), proporcionó el impulso final para la definitiva erradicación de la práctica. En 1915, Andrew Furuseth y el senador Robert M. La Follette impulsaron la Ley de marineros de 1915 que convertía el crimpado en un delito federal y le pusieron definitivo fin.

## Crimpadores notables
- Maxwell Levy, rey de los crimpadores de Port Townsend.
- James "Shanghái" Kelly de San Francisco.[21]
- Johnny "Shanghai Chicken" Devine de San Francisco.[21]
- Joseph "Bunko" Kelly de Portland.[21]
- Curtin el Tuerto.[21]
- "Herradura" Brown.[21]
- Dorothy Paupitz de San Francisco.[21]
- Andy "Shanghái Canuck" Maloney de Vancouver.[21]
- Anna Gomes de San Francisco.[21]
- Tomás Chandler.[21]
- James Laflin.[21]
- Chris "Blind Boss" Buckley, el jefe del Partido Demócrata de San Francisco en la década de 1880.[21]
- William T. Higgins, jefe del Partido Republicano de San Francisco en las décadas de 1870 y 1880.[21]
- "Shanghai Joe" de New Bedford, Massachussetts.[22]
- Tom Codd, el Príncipe del Shanghaizado de New Bedford, Massachussetts.[23]
- James Turk de Portland.[24]
- Billy Gohl, conocido como "el Ghoul de Grays Harbor", de Aberdeen, Washington (también conocido como asesino en serie).
- Tommy Moore de Buenos Aires.[25]

## En la ficción
- El episodio de The Big Valley titulado Barbary Red de la temporada 1 de esta serie dramática televisiva cubre este tema.
- The Live Ghost, un cortometraje de comedia de 1934 protagonizado por Stan Laurel y Oliver Hardy.
- " The Go Getter ", una comedia de 1937 protagonizada por George Brent y Charles Winninger.